# Mora (Kamerun)
Mora je město v severní části Kamerunu nacházející se v Dálném severním regionu (Far North Region). Ve městě Mora ležícím nedaleko hranic s Nigérií žilo dle sčítání z roku 2005 necelých 180 000 obyvatel.

## Historie
Během první světové války byla v pevnosti Mora vojsky Dohody obléhána německá posádka. Němci kapitulovali před britsko-francouzskými vojáky 20. února 1916 po více než ročním obléhání, čímž skončily boje světové války v Kamerunu.
V roce 2015 byla ve městě vytvořena vojenská základna, kde bylo zhruba 2500 vojáků z Čadu, Beninu, Nigerie a Kamerunu. Tato základna byla jedním z center boje proti Boko Haram.